# Dănești (Gorj)
Dăneşti é uma comuna romena localizada no distrito de Gorj, na região de Oltênia. A comuna possui uma área de 87.47 km² e sua população era de 3696 habitantes segundo o censo de 2007.